# Claude-Casimir Gillet
Pour les articles homonymes, voir Gillet.
 (juin 2022).
Si vous disposez d'ouvrages ou d'articles de référence ou si vous connaissez des sites web de qualité traitant du thème abordé ici, merci de compléter l'article en donnant les références utiles à sa vérifiabilité et en les liant à la section « Notes et références ».
Claude-Casimir Gillet, né le 19 mai 1806 à Dormans et mort à Alençon le 1er septembre 1896, est un botaniste et mycologue français.

## Biographie
Ses études classiques terminées, le jeune Gillet, suivant les traditions de son père, vétérinaire de l’armée sous l’Empire et pendant les premières années de la Restauration, décoré de la croix de la Légion d’honneur, par Charles X, en 1825, entra comme élève militaire à l’école vétérinaire d’Alfort, en 1823. Dès ce moment, il se montra travailleur obstiné, naturaliste ardent et très habile dessinateur.
Appelé en 1830 à faire partie de l’expédition d’Alger, Gillet employa les loisirs de son séjour en Afrique du Nord, qui dura environ quatre années, à des recherches sur la faune et la flore de la région méditerranéenne.
De retour en France, étant en garnison à Lyon, il étudia l’entomologie avec Étienne Mulsant, connu par ses ouvrages sur les Coléoptères de France, et lui rendit les services les plus signalés par ses récoltes, ses observations et surtout ses dessins d’insectes. À Saint-Germain-en-Laye, Verdun, Sedan, Valenciennes, Thionville, où il résida successivement, Gillet sut toujours faire aller de pair les travaux scientifiques et l’exercice de sa profession, pour lequel il se montrait d’une exactitude exemplaire, comme en témoignent quatre longs rapports sur des sujets de médecine vétérinaire rédigés vers cette époque et dont trois lui valurent des médailles d’or. Il fut nommé, en 1853, en récompense des services rendus, vétérinaire principal, titre assez difficile à mériter, puisqu’il n’était alors en France l’apanage que de cinq titulaires.il fut admis à la retraite en 1860.
Il est nommé chevalier de la légion d'honneur en 1847. À la même date , Gillet vint s’établir définitivement à Alençon, qu’il habita près de cinquante ans, et s’occupa surtout de botanique ; Letellier, Prévost et Henri Beaudoin furent ses compagnons habituels d’excursion. C’est là qu’il a composé ses deux principaux ouvrages la Nouvelle Flore Française et Les Champignons de France, qui lui acquis sa réputation. Le premier, qui fut publié en 1861 avec la collaboration de Magne, professeur à l’école d’Alfort et membre de l’Académie de Médecine, donne des descriptions succinctes rangées par tableaux dichotomiques de tous les végétaux de la France. Cet ouvrage étant destiné, dans la pensée de ses auteurs, à servir de manuel aux botanistes et de guide aux élèves, les caractères spécifiques et les détails sur la structure des plantes sont complétés par des dessins aussi remarquables par l’exactitude que par l’élégance de l’exécution. Des indications sur les propriétés des végétaux, leurs usages en médecine, en hygiène vétérinaire, dans les arts et l’économie domestique firent de la Nouvelle Flore Française un livre utile aussi à ceux qui étudiaient la botanique au point de vue agricole, médical ou industriel. Elle atteignit sept éditions.

## Distinctions
- Chevalier de la Légion d'honneur (1847)

## Iconographies de champignons

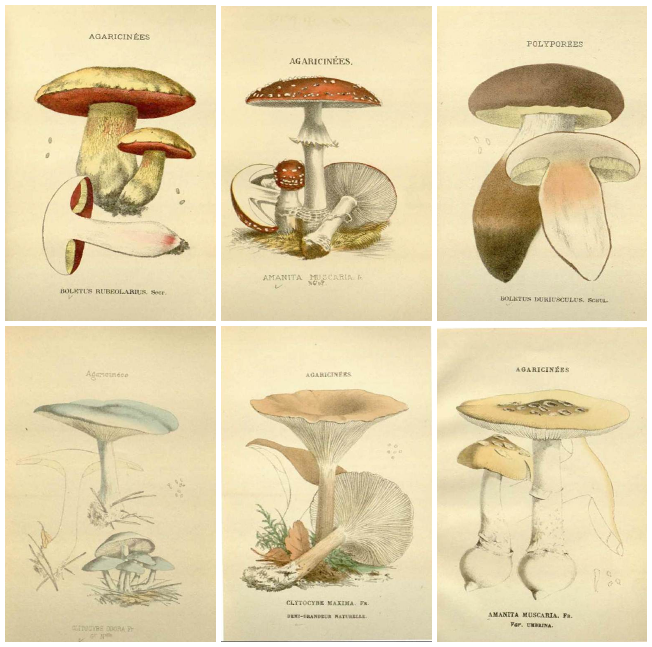

Les premières livraisons des Champignons de France parurent en 1874,à compte d'auteur.La publication s’est continuée sans interruption jusqu’à la mort de celui-ci ; il a livré les Hyménomycètes et les Discomycètes (texte et planches) et quarante-huit planches seulement des Gastéromycètes. On y retrouve les qualités de netteté, d’ordre et de précision qui caractérisent tous ses travaux. Afin de faciliter l’accès des études mycologiques aux débutants, Gillet insiste dans ses descriptions sur les notes distinctives les plus faciles à observer,  visibles à l’œil nu ou à l’aide d’une simple loupe. Mais le succès de cet ouvrage non seulement en France, mais en Allemagne, en Angleterre et en Amérique, est dû aux planches lithographiées  et coloriées à la main par l’auteur lui-même et qu’aucune publication n’a surpassé pour la beauté, la finesse et l’exactitude.
Peltereau écrit à propos de ces six volumes:  « Telle est l’œuvre considérable de M. Gillet sur les Champignons de France. Ces 889 planches forment une des iconographies les plus complètes et les plus fidèles ... nous devons lui être reconnaissants d'avoir doté notre pays d'une collection de figures aussi intéressantes ».  Les Hyménomycètes pp. 825, (1); Hyménomycètes. Numéros d'ordre des planches parues jusqu'en 1890 pp. 14; (Atlas:) Les Hyménomycètes. 712 planches. (Texte:) Les Discomycètes pp. 230. (Atlas:) Discomycètes & Gastéromycètes. 173 (of 174) 
Modèle du savant aimable, complaisant et affectueux pour ses confrères, Gillet associait à une science profonde de l’organisation végétale et ses connaissances étendues sur les différentes parties de l’histoire naturelle, la modestie, une exquise bonté, l’urbanité de ses manières et la grande affabilité de son entretien, il était heureux d’encourager les jeunes naturalistes, de guider leurs premiers pas dans la carrière des sciences, de les aider de ses conseils, de leur ouvrir les trésors de sa bibliothèque et de son herbier. Il a travaillé jusqu’à la fin et, quelques semaines avant sa mort, il dessinait encore pour son ouvrage. La nature de ses travaux exigeant des observations longues et minutieuses, qui lui prenaient beaucoup de temps, Gillet s’en montrait discrètement avare, et avait circonscrit le cercle de ses relations. En dehors d’un petit nombre d’amis fidèles et dévoués, qui, admis dans son intimité, avaient su apprécier ses qualités éminentes, Gillet était peu connu. Il ne prenait aucune part aux distractions de la société, fuyant le monde qui éloigne de la science, et partageant son temps entre la pratique de ses devoirs professionnels et l’étude de l’histoire naturelle, surtout de la botanique.
Des Notices sur Gillet ont été publiées par Cyprien Alexandre, dans l’Indépendant de l’Orne du 10 septembre 1896 ; Eugène Niel, Bulletin de la Société des Amis des Sciences Naturelles de Rouen, séance du 1er octobre 1896 ; L. Rolland, Bulletin de la Société Mycologique de France, t. XII, 4e fasc., p. 137, et tirage à part, Lons-le-Saulnier, imp. Lucien Declume, in-8°, 3 p. ; l’abbé Letacq, Le Monde des Plantes, 1er décembre 1896, Bulletin de la Société Linnéenne de Normandie, 4e série, 10e vol. 3e fasc.) et Bulletin de la Société Historique et Archéologique de l’Orne, t. XV, 4e Bulletin, p. 435, et tirage à part, Alençon, E. Renaut-de Broise, 1896, in-8°, 15 p.

## Publications
- Les champignons qui croissent en France : description et iconographie, Paris, Baillière, 1878, in-8°, 133 planches, 828 p., 2 vol. (1 de texte et 1 de 133 planches)
- Agaricinées, partie 1. 1893
- Les Discomycètes, Alençon : E. de Broise', 1879, 230 pp. (Lire en ligne : Gallica, Biblioteca digital)
- Les Hyménomycètes, ou, Description de tous les champignons (fungi) qui croissent en France, avec l'indication de leurs propriétés utiles ou vénéneuses , Alençon : Ch. Thomas, 1874, 828 pp. (lire en ligne : Gallica, Biblioteca digital)
- Nouvelle flore française, descriptions succinctes et rangées par tableaux dichotomiques des plantes qui croissent spontanément en France et de celles qu'on y cultive en grand avec l'application de leurs propriétés et de leurs usages en médecine, en hygiène vétérinaire, dans les arts et dans l'économie domestique, ouvrage suivi d'une table générale des espèces et de leur synonymes, Paris : Garnier frères, 1863,  XXIV + 775 pages, illustré de 101 planches botaniques gravées, dans le texte. En collaboration avec Jean-Henri Magne .
- Tableaux analytique des hyménomycètes.  Alençon Typographie et Lithographie  A. LEPAGE   1884  199 pages

## Sources
- Arthur-Louis Letacq, La Revue normande, Alençon, A. Herpin, vol. 5-6, 1896, p. 65-7.